# Rio Amandaú
Le rio Amandaú, ou l'Amandaú, est une rivière brésilienne de l'État du Rio Grande do Sul et un affluent gauche de l'Uruguay.
Il prend sa source dans la municipalité de Senador Salgado Filho ; son cours a d'ailleurs été utilisé pour délimiter le territoire de la municipalité lors de la fondation de cette dernière, en décembre 1995.
Les environs du Rio Amandaú forment une mosaïque de terres agricoles et de végétation naturelle. La zone autour du Rio Amandaú est assez peu peuplée, avec 24 habitants par kilomètre carré. Le climat de la région est humide et subtropical.
Le 30 septembre 2014, un bus a glissé en traversant un pont de la rivière. Trois personnes sont restées coincées à l'intérieur du véhicule, bloquées par les eaux, mais ont pu être secourues par la suite.